# Récepteur (communication)
Pour les articles homonymes, voir Récepteur.

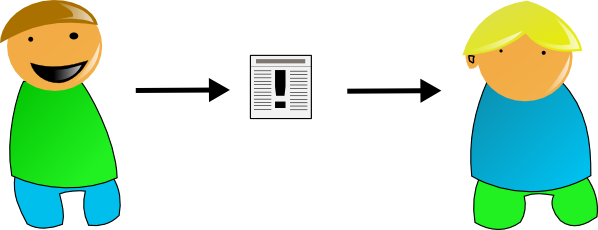
Communication du type émetteur - message - récepteur

Dans le domaine de la linguistique et de la communication, le récepteur, receveur ou destinataire est la personne ou l'entité qui reçoit un message - souvent formé de signes linguistiques - envoyé par un émetteur par le canal d'un média, et tente de le comprendre. Il peut être humain, informatique, animal... indépendamment de la nature de l'émetteur.
En linguistique de l'énonciation, on parle également de co-énonciateur.